# Хърикейн
Хърикейн (на английски: Hurricane) е град в окръг Уошингтън, щата Юта, САЩ. Хърикейн е с население от 8250 жители (2000) и обща площ от 81,7 km². Намира се на 990 m надморска височина. ЗИП кодът му е 84737, а телефонният му код е 435.